# Stadio Partenio
Stadio Partenio – stadion piłkarski znajdujący się w mieście Avellino we Włoszech. 
Swoje mecze rozgrywa na nim zespół US Avellino. Jego pojemność wynosi 26.150 miejsc.